# مشتق جزئی
مشتق پاره‌ای یا مشتق جزئی، در مورد توابع چند متغیره، به مشتق تابع نسبت به یکی از متغیرها با ثابت نگه‌داشتن سایر متغیرها گفته می‌شود.
مشتق جزئی تابع f نسبت به متغیر x به یکی از صورت‌های زیر نمایش داده می‌شود:
{\displaystyle f_{x}^{\prime },\ f_{x},\ f_{,x},\ \partial _{x}f,{\text{ or }}{\frac {\partial f}{\partial x}}}
از ∂ به عنوان نماد مشتق جزئی استفاده می‌شود. این نماد توسط آدرین-ماری لژاندر ابداع شد و پس از معرفی توسط کارل گوستاو ژاکوب ژاکوبی عمومیت یافت.
اگر تابع f را به صورت زیر تعریف کنیم،
{\displaystyle f(x,y)=\,\!3x^{2}+5xy-2y^{4}.\,}
آنگاه مشتق f نسبت به x می‌شود:
{\displaystyle {\frac {\partial f}{\partial x}}=6x+5y}
و مشتق f نسبت به y خواهد بود:
{\displaystyle {\frac {\partial f}{\partial y}}=5x-8y^{3}}